# ヒータルヴァトン
ヒータルヴァトン (氷語: Hítarvatn、「熱い湖」の意) はアイスランド中央高地にある湖。

## 概要
ヒータルヴァトンはミーラシスラ (Mýrasýsla) 県のボルガルネースの北 39 km の位置にある。面積は 7.6 km² で推進は最大で 24 m である。ヒータルダールル (Hítardalur) 農場が近くにある。
湖に突き出す半島状の地形が多くあり、鳥類の営巣地となっているが、ミンクによる影響も懸念されている。
付近の農場は放置状態が続いている。ヒータルヴァトンから流れ出る川ヒータルアゥ(Hítará) は、釣りが楽しめることで知られている。

## 湖、渓谷および火山活動
ヒータルヴァトンは、火山活動で形成されたヒータルダールル渓谷の近くにあり、またそこはクナッパダールル ( Hnappadalur) 山群の西側でもある。その一帯には、ファーグラスコゥガルフィヤットル (Fagraskógarfjall 山 (640 m)、トロトラキルキャ (Tröllakirkja) 山 (939 m)、コルベインススタージルフィヤットル (Kolbeinsstaðafjall) 山 (717 m)、ゲェイルフヌークル (Geirhnúkur) 山 (898 m) など、いくつかの山がある。ヒータルヴァトンからトロトラキルキャおよびスヴォルトゥティンドゥル (Svörtutindur) 山' (842 m) などの山群をはさんで南東にはラゥンガヴァトン Langavatn がある。これらの山群はリョゥスフィヨットル (Ljósufjöll) 山脈の一部である。
ヒータルヴァトンから南東に 5 km の位置にある農場の付近にはいくつか火口跡がある。その中には、フィャゥルヘトリル (Fjárhellir)、ソングヘトリル (Sönghellir) などのよく知られている洞窟がある。

## 付近の歴史

### 1148年の大火災
1148年9月30日に大きな火災があった。スカゥルホルトに残る記録によると、スカゥルホルトの僧マグヌス・エイナルソン (Magnús Einarsson) を含む 70 から 80 名の犠牲者が出た。そこには 1168 年に僧院が建てられた (1201 年に閉鎖)。

### 谷における学術活動
宗教改革の後、17世紀には僧でもあった科学者ヨゥン・ハトルドゥルソン (Jón Halldórsson) がこの付近に居を構え、当時のアイスランドについて多くの学術的記述を残した。

## 名前の由来
ヒータルヴァトン (ヒータル湖)、ヒータルダールル (ヒータル渓谷)、ヒータルアゥ (ヒータル川) という名前に共通する「ヒート」は「熱い」の意であるが、これらの地名については、その地の伝承に登場するヒート (Hít) という名前の女トロールに由来する。